# Illusione di Sander

Illusione di Sander

L'illusione di Sander o parallelogramma di Sander è un'illusione ottica descritta nel 1926 dallo psicologo tedesco Friedrich Sander, anche se una descrizione simile del fenomeno era già stata pubblicata da Matthew Luckiesh nel suo libro del 1922 Visual Illusions: Their Causes, Characteristics, and Applications.
L'illusione ottica è esemplificata in figura, dove le due diagonali blu sembrano di lunghezze diverse, con quella di sinistra più lunga di quella di destra, anche se in realtà le due linee sono della medesima lunghezza.
Una possibile spiegazione per questa illusione è che le linee diagonali che circondano le linee blu danno una percezione di profondità e dal momento che le linee colorate appaiono inserite nella prospettiva sono percepite con diverse lunghezze.